# Breda A.1
Il Breda A.1, citato anche come Breda A1, fu un aereo da turismo leggero biposto, monomotore e biplano, sviluppato dalla divisione aeronautica dell'azienda italiana Società Italiana Ernesto Breda negli anni venti.
Destinato al mercato dell'aviazione civile da diporto venne prodotto in modeste quantità.

## Tecnica
L'A.1 era un velivolo dall'aspetto, per il periodo, convenzionale: un monomotore biplano a due posti in tandem e carrello fisso.
La propulsione era affidata ad un motore posizionato all'apice anteriore della fusoliera abbinato ad un'elica bipala in legno a passo fisso.